# Sh2-62
Sh2-62 est une nébuleuse en émission visible dans la queue de la constellation du serpent.
Elle est située dans la partie orientale de la constellation, à environ 2° au sud-est de l'étoile η Serpentis à la frontière avec la constellation de l'Écu de Sobieski. Sa lumière filtre à travers une fente dans le grand complexe de nébuleuses sombres qui composent le Rift de l'Aigle. La période la plus propice à son observation dans le ciel du soir se situe entre juin et novembre. N'étant qu'à 4° de l'équateur céleste, on peut l'observer indistinctement depuis toutes les régions peuplées de la Terre.
La plus grande difficulté rencontrée dans l'étude de cette région H II est due à sa position, puisqu'elle apparaît obscurcie par des nuages denses de poussières non éclairées. Sa distance a été obtenue à partir de l'étude de la jeune protoétoile MWC297, associée à cette nébuleuse, qui a donné une valeur d'environ 260 pc (∼848 al). Sh2-62 se situe donc à l'intérieur du bras d'Orion, en bordure de la ceinture de Gould. Le catalogue des nébuleuses compilé par Bernes en 1977 désigne cet objet comme une nébuleuse par réflexion.